# Banesso
Banesso, Banensso ou Banazo é uma vila da comuna rural de Coningué, na circunscrição de Iorosso, na região de Sicasso ao sul do Mali.

## História
Em 1891, o fama Tiebá Traoré (r. 1866–1893) marchou com suas tropas de Songuela para Banesso, que havia sido evacuada por seus habitantes. Enquanto invernava ali, Tiebá deu parte das tropas para Babemba e Queletigui conduzirem campanha. Enquanto esteve na vila, foi diariamente atacado por uma coalizão de aldeias que os habitantes de Banesso participou.